# Кінотекст
Кінотекст — це технічно дифференційована динамічна знакова ситуація, що є сукупністю структурних елементів кіномови у рамках кінематографічного твору, яка відправляє, відповідно до жанрової специфіки, певне інформаційно-емоційне повідомлення реципієнтові (глядачеві). Це повідомлення має вигляд синергетичної комбінації семіотичних кодів (вербальної мови/мов, музики, кінесики, іконіки і т.ін.), що характеризується змістовою довершеністю, інтертекстуальністю, та наявністю різноманітних стилістичних фігур мови кіно (кінометафори, кіноепіфори, паралелізм, еліпс тощо), записана на матеріальному носії і призначена для аудіовізуального сприйняття. Лінгвістична система кінотексту як предмет кіно/відеоперекладу включає в себе:
- титри і написи, що є складовою частиною  фільму;
- усну складову (вербальне мовлення акторів, закадровий текст, пісня і т.ін.).